# Bătălia de la Strasbourg
Bătălia de la Strasbourg, sau Bătălia de la Argentoratum (numele latin al actualului Strasbourg), a avut loc în anul 357, când alamanii atacau Imperiul Roman de Apus. Armata romană era formată din o forță de elită.
După o luptă grea armata romană a zdrobit armata barbară, care a avut mari pierderi în bătălie dar și când încerca să traverseze Rinul înapoi în ținuturile alamane. Câștigarea bătăliei se datorează infanteriei romane.
Pierderile romane au fost minime, iar Iulian a salvat Roma la propriu.